# Iván Nova
Iván Manuel Nova Guance (né le 12 janvier 1987 à San Cristóbal, République dominicaine) est un ancien lanceur droitier de la Ligue majeure de baseball.

## Carrière

### Yankees de New York

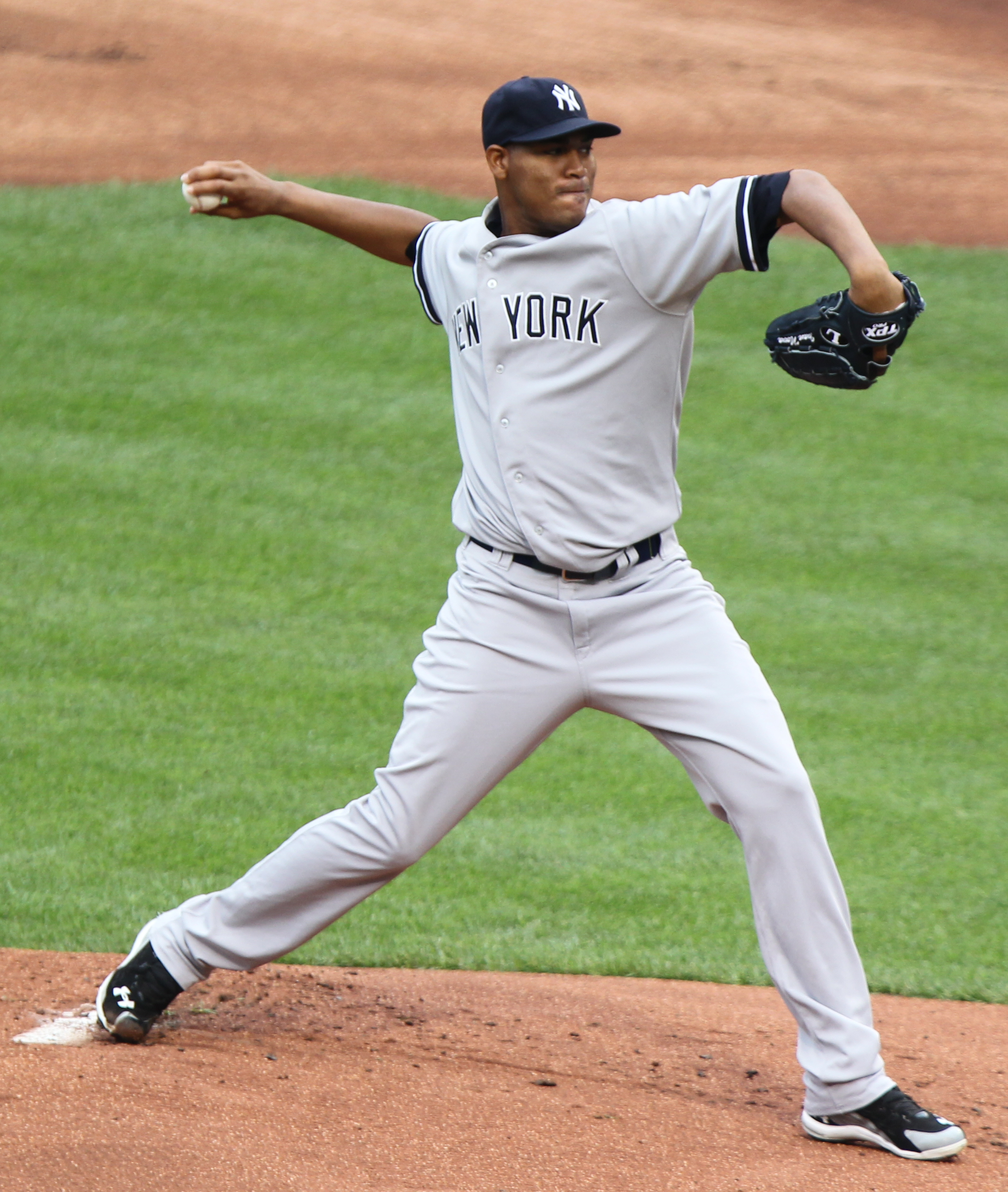
Nova lançant en 2011 pour les Yankees.

Iván Nova signe un premier contrat en 2004 avec les Yankees de New York. Après avoir joué dans les ligues mineures avec des formations affiliées à cette franchise, il est recruté par les Padres de San Diego via le repêchage de règle 5 en décembre 2008. Il passe l'entraînement de printemps 2009 avec les Padres, mais ceux-ci le retournent aux Yankees à la fin du camp. Nova est alors assigné au Thunder de Trenton, au niveau AA. Il gradue plus tard dans l'année chez les Scranton/Wilkes-Barre Yankees, le club-école AAA de l'équipe, et y amorce la saison de balle 2010.
Au début mai 2010, Nova est rappelé des mineures par les Yankees de New York pour remplacer Romulo Sanchez dans l'enclos de relève. L'artilleur dominicain fait ses débuts dans les majeures le 13 mai 2010 en lançant deux manches sans accorder de point aux Tigers de Detroit. Il lance dans dix parties au total en 2010, sept comme lanceur partant et trois comme releveur, pour un total de 42 manches lancées. Sa moyenne de points mérités s'élève à 4,50 avec une victoire et deux défaites. Il gagne son premier match dans le baseball majeur le 29 août 2010 contre les White Sox de Chicago.
À la fin août 2010, Associated Press dévoile que Nova et un ancien coéquipier des ligues mineures, le lanceur Wilkin De La Rosa, sont sous investigation des Ligues majeures pour usage suspecté de stéroïdes.

#### Saison 2011
À sa première saison au sein de la rotation de lanceurs partants des Yankees en 2011, Nova connaît une brillante saison avec 16 victoires et seulement quatre défaites et une moyenne de points mérités de 3,70 en 165 manches et un tiers lancées. Lorsque le premier match des Yankees en séries éliminatoires est suspendu en raison du mauvais temps, c'est à lui qu'on confie la balle pour affronter les Tigers de Detroit lorsque le match reprend le lendemain en deuxième manche, là où il avait été interrompu. Il mérite la victoire dans le triomphe des Yankees. Il est aussi le partant de son équipe dans le cinquième et dernier match de cette Série de divisions contre les Tigers le 6 octobre. Cependant, un malaise au bras force le club à le retirer du match après deux manches. Il est le lanceur perdant dans la dernière partie en 2011 des Yankees, qui subissent ce soir-là l'élimination. L'un des meilleurs joueurs de première année du baseball en 2011, Nova reçoit un vote de première place mais termine en 4e au scrutin qui élit un autre lanceur, Jeremy Hellickson des Rays de Tampa Bay, recrue par excellence de la saison dans la Ligue américaine.

#### Saison 2012

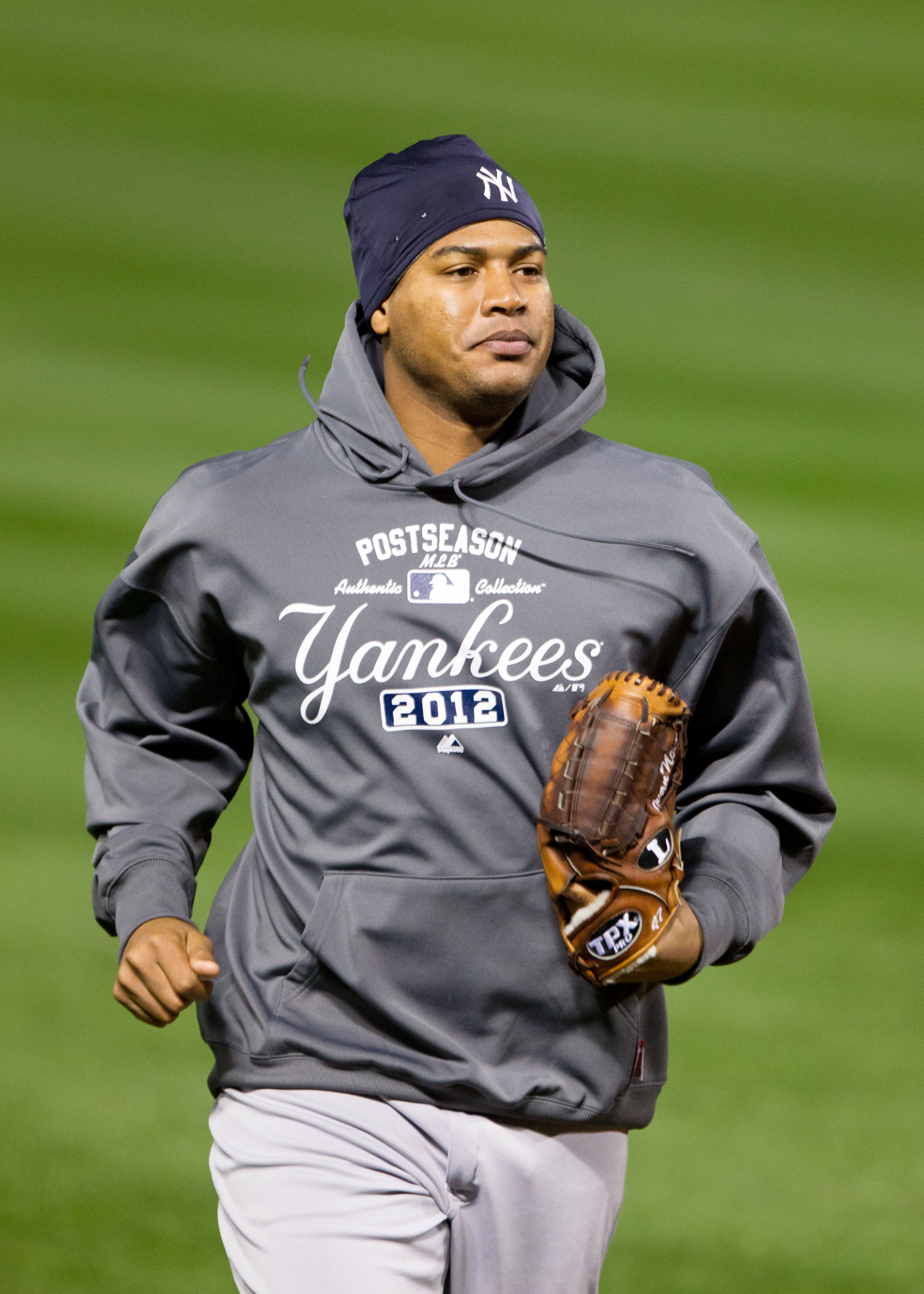
Iván Nova en 2012.

Nova ne fait pas suite à sa bonne première saison avec une moyenne de points mérités élevée (5,02 en 170 manches et un tiers) en 2012. Il gagne 12 parties contre 8 défaites en 28 départs.

#### Saison 2013
En 2013, il amorce 20 parties et effectue trois présences comme lanceur de relève. Il abaisse sa moyenne à 3,10 avec 9 gains contre 6 revers. Le 29 mai 2013, il devient le 50e membre des Yankees à lancer une manche immaculée : il retire sur 3 prises en 9 lancers les frappeurs Ike Davis, Mike Baxter et Rubén Tejada des Mets de New York. Le 31 août 2013, il réussit contre les Orioles de Baltimore le premier blanchissage de sa carrière et est nommé meilleur lanceur du mois qui se termine en Ligue américaine. Nova réussit 2 jeux blancs en 2013 et réussit 3 matchs complets, dont le premier de sa carrière le 5 juillet contre Baltimore.

#### Saison 2014
Après seulement 4 départs en 2014, Nova subit en avril une opération de type Tommy John au coude droit.

#### Saison 2015
En 94 manches lancées en 17 départs pour les Yankees en 2015, Nova affiche une moyenne de points mérités de 5,07. 

#### Saison 2016
Nova déçoit en 2016 avec une moyenne de points mérités de 4,90 en 97 manches et un tiers lancées pour New York, et il effectue six présences en relève en plus de ses 15 départs. Les Yankees lancent la serviette et décident de l'échanger à un autre club.

### Pirates de Pittsburgh
Le 1er août 2016, les Yankees échangent Iván Nova aux Pirates de Pittsburgh contre le joueur de champ extérieur Tito Polo et le lanceur gaucher Stephen Tarpley, tous deux joueurs des ligues mineures. Sous la direction de l'instructeur des lanceurs des Pirates, Ray Searage, Nova semble à Pittsburgh un lanceur transformé.
Devenu agent libre après la saison 2016, il signe un contrat de 26 millions de dollars pour 3 saisons avec Pittsburgh.
À ses 5 premiers départs de la saison 2017, Ivan Nova réussit deux matchs complets dont un blanchissage, maintient une moyenne de points mérités de 1,50 en 36 manches lancées et mène les partants de la Ligue nationale avec une WHIP de 0,75. Cette performance lui vaut d'être nommé lanceur du mois d'avril 2017 dans la Ligue nationale.